# ルリハナガサモドキ
ルリハナガサモドキ（学名：Pseuderanthemum maculatum）はキツネノマゴ科ルリハナガサモドキ属の常緑低木。

## 特徴
高さ1–3 m。葉は長さ8–20 cmの楕円形～広卵形で対生する。葉縁は波打つ。葉の色や形に変異が多く、様々な呼び名がある。花冠は径3–4 cmほどの白色または紫色で、先は大小5裂し、喉に赤い斑紋が密に入る。開花期は6–12月。
代表的な品種は、
- マルバルリハナガサモドキ　葉が広く、新芽や茎頂部の葉は黄金色で、次第に葉脈を残して緑色が現れ、下部の葉は全面緑色[2][7]
- ステンレス・スチール　灰緑色の葉の縁に白斑が入る[5]
- トリカラー　葉に紅紫色や乳白色の斑が入る[5][7]

## 分類
YListにおいては学名P. carruthersii (Seem.) Guillauminの2変種、
- P. carruthersii var. atropurpureum (W.Bull) Fosberg エランセムムモドキ
- P. carruthersii var. reticulatum (W.Bull) Fosberg ニセエランセムム

に整理しているが、POWOではこれらを含む多くの学名をP. maculatumのシノニムとしている。本項における学名表記は後者のPOWOの見解に従う。

## 分布
ポリネシアあるいはメラネシアのソロモン諸島原産とされる。POWOではソロモン諸島に加えバヌアツを原産地としている。

## 利用
公園樹、生垣用、鉢物用。乾燥に弱い。剪定は開花後に行う。2–3年に一度は強剪定を行い樹形を維持する。強光を好む。種子や挿し木により繁殖する。ハダニやカイガラムシの害虫がみられる。

## ギャラリー
ルリハナガサモドキ
- 対生する葉
- 赤い葉の品種
- 複数品種の植栽